# Leonhard Herold
Leonhard Herold (* 12. Dezember 1819 in Chur; † 19. Mai 1902 ebenda) war ein Schweizer reformierter Pfarrer.

## Leben
Leonhard Herold besuchte in Chur die evangelische Bündner Kantonsschule, dann studierte er evangelische Theologie an den Universitäten Tübingen und Berlin. Am 20. Juni 1842 wurde er in Maienfeld in die evangelisch-rätische Synode aufgenommen. Da er dadurch die Erlaubnis erhielt, im ganzen Kanton als Pfarrer tätig zu sein, übernahm er kurz darauf die Pfarrstelle in Igis.
1844 wechselte er nach Teufen, drei Jahre kehrte er nach Chur zurück und wurde Freiprediger und Katechet. 1848/1849 war er Professor der Churer Kantonsschule. 1858 wurde Herold Pfarrer der Regulakirche, ein Jahr später berief man ihn an die Martinskirche. An dieser blieb er bis 1896 tätig. Daraufhin trat er in den Ruhestand, den er in Chur verbrachte.  Leonhard Herold starb in Chur am 19. Mai 1902.

## Werke
- Johannes Komander (Chur 1891)
- Aufzeichnungen aus seinem Leben (Chur 1902)